# Przygody Telemaka

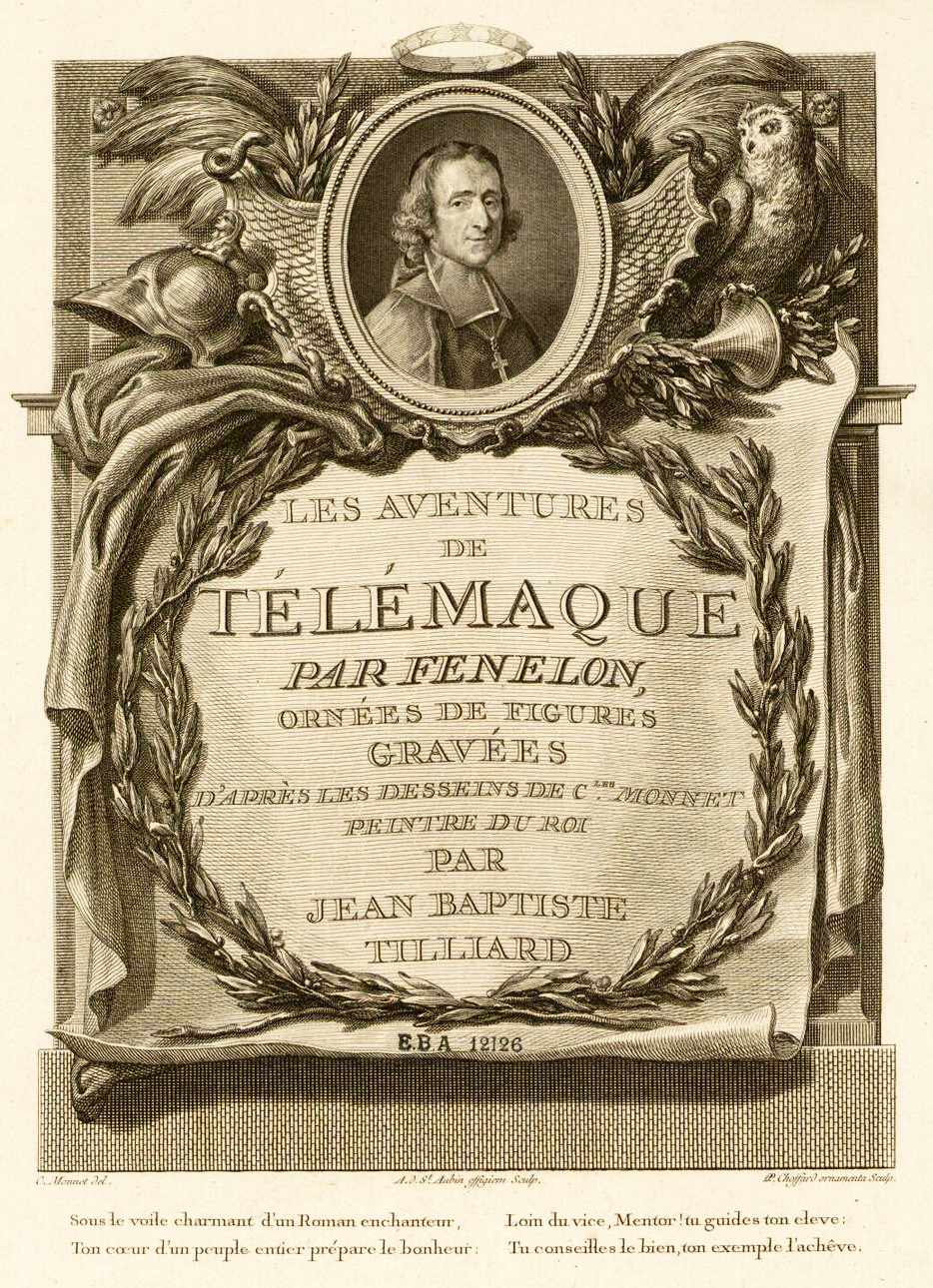
Strona tytułowa Przygód Telemaka z XVIII wieku

Przygody Telemaka (fr. Les aventures de Télémaque) – powieść François Fénelona, opublikowana w 1699.

## Treść utworu

### Księga I
Telemak, któremu towarzyszy bogini Minerwa pod przybraną postacią jego wychowawcy Mentora, zostaje wyrzucony na brzeg wyspy nimfy Kalipso. Bogini, niepocieszona po odjeździe Ulissesa, przyjmuje jego syna bardzo serdecznie, a zapaławszy do niego uczuciem, proponuje mu nieśmiertelność, jeśli zechce zamieszkać wraz z nią na wyspie.  Poproszony przez Kalipso, Telemak opowiada o swoich przygodach, o podróży do Pylos i Sparty, o niebezpieczeństwie, jakie zawisło nad jego głową, gdy natknęli się na wysokości Sycylii na flotę Eneasza, uciekiniera ze zburzonej, przez ojca Telemaka, Troi. Po wylądowaniu dostali się w ręce innego Trojanina, Acesta. Z opresji obu wędrowców wybawiła pomoc okazana przez Mentora królowi przeciw najazdowi barbarzyńców. Ostatecznie Acest wysłał ich na fenickim okręcie do ojczystej Itaki.

### Księga II
Dalszy ciąg opowieści Telemaka. Okręt fenicki, na którym płynęli został ogarnięty przez flotę egipskiego faraona Sezostrisa. Mentor i Telemak, już jako jeńcy, podziwiali w drodze do Teb, zamożność i dobre rządy panujące w Egipcie. Skorumpowany oficer Metopis, któremu faraon polecił rozstrzygnąć o losie więźniów, sprzedał Mentora Etiopczykom, a Telemaka wysłał do pasienia owiec w ozazie na pustyni. Przygnębionemu młodzieńcowi, kapłan boga Apollona, Termosiris, poradził by uczynił to, co uczynił bóg skazany na pasienie stada u Admeta, króla Tesalii, by zajął się poprawą obyczajów pasterzy. Wkrótce wieść o dokonaniach Telemaka doszła do Sezostrisa, który sprowadził młodzieńca z pustyni i obiecał wyprawić go do Itaki. Przeszkodziła temu nagła śmierć władcy, a jego następca Bocchoris ponownie wtrącił go do więzienia.

### Księga III
Dalszy ciąg opowieści Telemaka. Na szczęście rewolta egipska, wspierana przez Fenicjan obalił Bocchorisa. Nowy władca uwolnił Telemaka. Młodzieniec udał się na okręcie dowódcy floty syryjskiej Narbala do Tyru. Narbal opowiedział mu o potędze miasta i o niewoli w jakiej znaleźli się tyryjczycy pod rządami podejrzliwego i okrutnego Pigmaliona. Telemak spędził w mieście jakiś czas podziwiając panujący w nim doborobyt i przedsiębiorczość mieszkańców. Rozpoznany jako cudzoziemiec, których król szczególnie się obawiał, został przyprowadzony przed oblicze Pigmaliona i byłby zginął, gdyby nie uratowała go królewska kochanka Astarbe, która pragnęła wywrzeć zemstę na kim innym. Uwolniony Telemak wsiadł na okręt płynący na Cypr.

### Księga IV

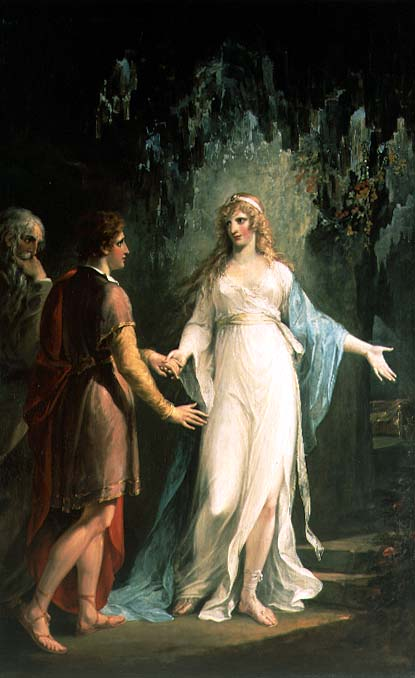
Kalipso spotyka Telemaka i Mentora w grocie. W. Hmailton. XVIII w.

Mentor upomina na stronie Telemaka, by nie opowiadał Kalipso tak dokładnie o swoich niedolach, by nie wzbudzić w jej sercu żywszych uczuć ku sobie. Telemak powraca następnego dnia do swej opowieści. We śnie zobaczył jak Wenus i Kupidyn nacierają na niego, a Minewra broni go przed strzałami miłości swą tarczą. Po wylądowaniu na Cyprze przyglądał się rozwiązłym obyczajom mieszkańców i frywolnym dziełom sztuki, które silnie na niego oddziałały. Wtedy nagle zjawił się Mentor i polecił mu, by uciekał z wyspy. Telemak podążył za swoim mistrzem, który w Damaszku został sprzedany bogatemu kupcowi o imieniu Hazael. Hazael zabiera obydwu mężczyzn na pokład swego okrętu, którym płynie ku Krecie, by poznać słynne prawa króla Minosa.

### Księga V
Dalszy ciąg opowieści Telemaka. Po wylądowaniu na Krecie przybyli podziwiali pomyślność tamtejszego ludu pod rządami mądrych praw. Dowiedzieli się też, że Kreteńczycy wygnali swego króla Idomeneusa za to że złożył swego syna w ofierze, posłuszny niemądremu ślubowaniu, że złoży Jowiszowiowi ofiarę z tego, co jako pierwsze zobaczy po zejściu na ląd. Ponieważ Kreteńczycy byli właśnie w trakcie wyboru nowego króla, Mentor polecił Telemakowi, by wziął w nim udział. Telemak zwyciężył we wszystkich konkurencjach sportowych oraz trafnie, w duchu praw Minosa, odpowiedział na zadane pytania. Odmówił jednak zostania królem Krety, bo pragnął zostać królem Itaki. Odmówił również Mentor, gdy mu złożono propozycję. Odpowiedział, że by rządzić Kreteńczykami trzeba nie tylko znać ich prawa, ale także umieć się nimi posługiwać w codziennym życiu. Jako kandydata wskazał skromnego ale sprawiedliwego żołnierza Arystodema, którego Kreteńczycy natychmiast obwołali swym królem. Kiedy wędrowcy wyruszyli w dalszą drogę do Itaki, Neptun, chcąc pocieszyć Wenus, dotkniętą zniewagą z ich strony na Cyprze, zesłał na ich okręt gwałtowną burzę, która roztrzaskała statek. Mentor i Telemak ostatkiem sił dopłynęli do Ogygii, trzymając się złamanego masztu.

### Księga VI

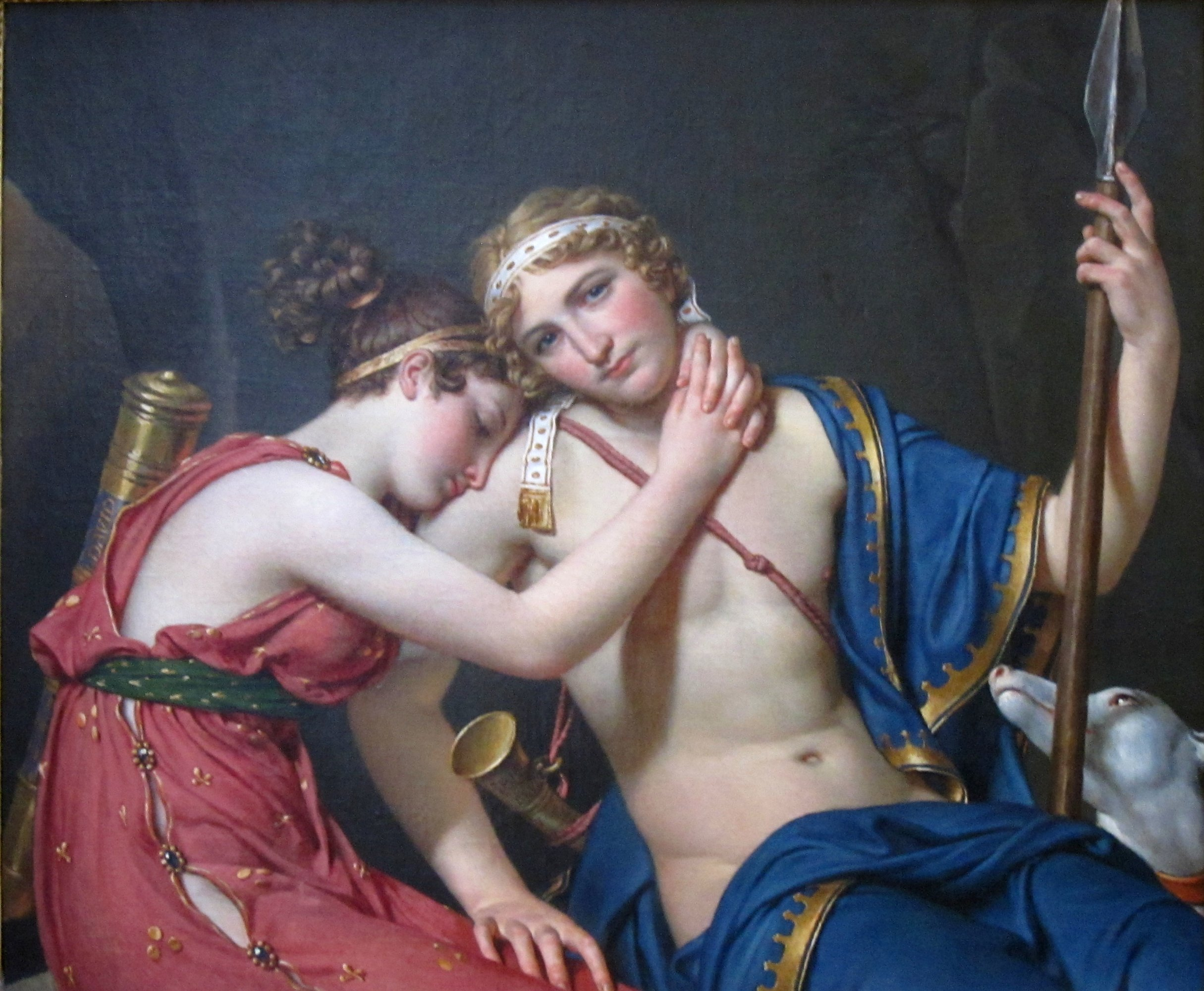
Pożegnanie Telemacha z Lukrecją. David. 1818.

Kalipso zakochana w Telemaku pragnie, by i on zapłonął do niej miłością. W sukurs przychodzi jej Wenus, która prześladuje wędrowców. Posyła ona Kupidyna, który rani Telemaka ze swego łuku w serce. Złośliwy malec kieruje jednak miłość Telemaka ku nimfie Eucharis. Kalipso, kiedy odkrywa, że młodzieniec kocha inną, z zazdrości przysięga na Styks, że wypędzi Telemaka ze swej wyspy. Namawia więc, czekającego tylko na to, Mentora, by zbudował tratwę, tak jak wcześniej uczynił to Ulisses. Gdy zakochany w Eucharis młodzieniec, nieszczęśliwy podąża za Mentorem ku tratwie, Kalipso wpada w rozpacz, że go utraci, lecz nie może złamać przysięgi. Z pomocą przychodzi jej Kupidyn, który zagrzewa nimfy do pokrzyżowania planów uciekinierom i spalenia tratwy. Widząc statek w płomieniach Telemak nie posiada się z radości. Mentor dostrzega jednak w oddali okręt na kotwicy i rzuca się wpław w morze ciągnąc za sobą wychowanka.

### Księga VII
Mentor i Telemak zostają wciągnięci na pokład fenickiego okrętu, którym dowodzi Adoam, brat Narbala. Kapitan rozpoznaje Telemaka i opowiada mu o wydarzeniach, które miały miejsce w Tyrze. Metresas królewska, Astarbe, obawiając się o życie swego kochanka, którego król chciał pozbawić najpierw majątku, otruła paranoicznie obawiającego się trucizny, Pigmaliona. Po śmierci króla jego stronnicy opuścili ją, popełniła więc samobójstwo. Możni Tyru przywołali wówczas z wygnania syna królewskiego, Balezara. W dalszej drodze Achitoas grą na lirze przywołał do okrętu Trytony i Nereidy. Długo w noc pasażerowie przyglądali się im, pląsającym wokół okrętu. Następnego dnia Adoam opowiedział swoim gościom o cudach ujrzanych w Betyce, gdzie w łagodnym klimacie bardzo szczęśliwie i prosto żyje lud rolników.

### Księga VIII
Nienasycona w pragnieniu zemsty Wenus prosi o pomoc swego ojca, Jowisza. Przeznaczenie nie pozwala jednak unicestwić podróżników. Wenus może jedynie prosić Neptuna, by utrudnił im powrót. Bóg morza wprowadza w błąd sternika i okręt zamiast do Itaki trafia na obcas włoskiego buta, na półwysep salentyński. Na brzegu wita ich wygnany z Krety król Idomeneus, który założył wraz ze współwygnańcami z ojczystej wyspy miasto Salento. W czasie ofiary składanej Jowiszowi wieszczek objawia, że przybysze uwolnią miasto od problemów wewnętrznych i zewnętrznych. Idomeneus namawia Telemaka, by zdobył wojenną sławę w walce z Eneaszem, jak niegdyś jego ojciec walcząc z Trojanami.

### Księga IX
Idomeneus, wyznał, że kiedy przybyli na wybrzeże Hesperii, Maduriowie, tutejszy lud, ustąpili im teren pod budowę miasta i zaproponowali zawarcie pokoju. Niesubordynowani poddani Idomeneusa zaatakowali jednak grupę Maduriów, doszło do walk pomiędzy Salentyńczykami a Maduriami sprzymierzonymi z Lukanami, Apulijczykami, Brutami, greckimi Lokryjczykami oraz mieszkańcami Krotony i Brindisi. Idomeneus odparłszy nieprzyjaciół wzniósł na przełęczach fortyfikacje, chroniące jego miasto przed atakiem, co zostało potraktowane jako podjęcie działań zaczepnych, zmierzających do podporządkowania sobie sąsiadów i zraziło do niego również greckich kolonizatorów z Tarentu, Petilii i Metapontu. Mentor wychodzi samotnie do oblegających z gałązką oliwną. Przekonuje zgromadzonych wodzów, że pokój przysłuży się im lepiej niż wojna. Chcąc powściągnąć ich obawy proponuje, by pieczę nad wzniesionymi przez Idomeneusa fortyfikacjami przejęli neutralni Grecy pod wodzą Nestora, Filokteta i Falantusa z Metapontu, Tarentu i Petilii, którzy czuwaliby nad równowagą sił wśród sprzymierzonych. Podejrzliwość Maduriów i ich sprzymierzeńców uspokaja propozycją wymiany zakładników, wśród których mieliby się znaleźć on i Telemach. Pokój zostaje zawarty.

### Księga X

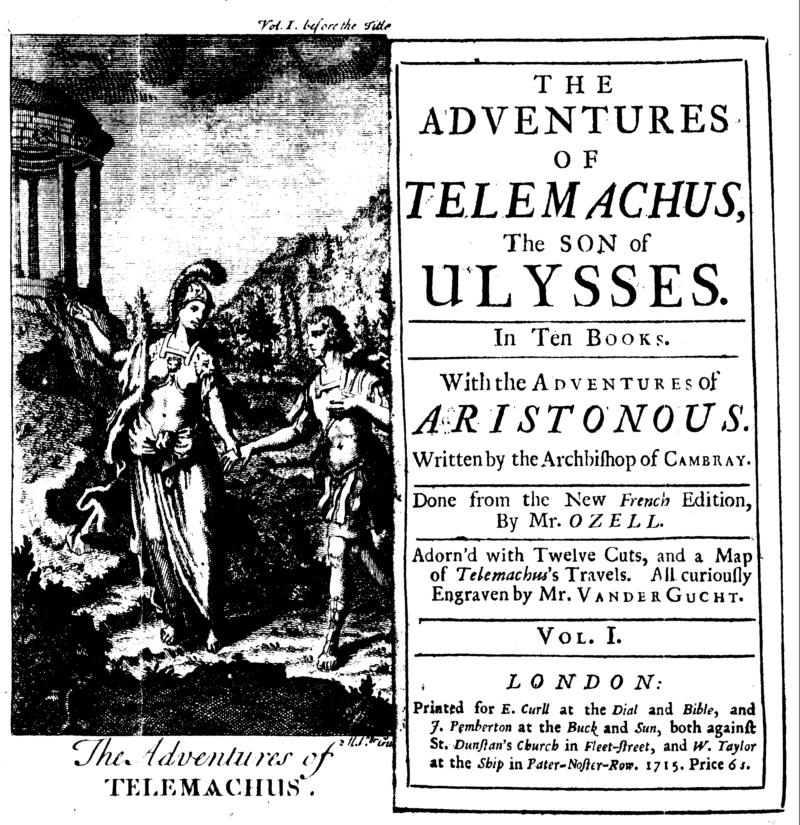
Strona tytułowa angielskiej edycji dzieła z 1715

Telemach wychodzi z miasta i serdecznie wita się z Nestorem. Wkrótce potem wyrusza na czele stu wojowników Idomeneusa wraz ze sprzymierzonymi na zachód skąd grozi koalicji nowe niebezpieczeństwo ze strony Adrasta. Mentor, który został w Salento zajmuje się reformami w mieście. Obniża podatki i wprowadza szereg zmian przyjaznych dla handlu morskiego, doprowadzając do jego ożywienia. Dzieli ludność na siedem klas. Wprowadza zarządzenia przeciw zbytkowi i wytwarzaniu rzeczy zbędnych. Rzemieślników kieruje do pracy w handlu, a zwłaszcza do pracy na roli. Obsadza sporą część ludności na roli, obniża im podatki, by mogli się ze swojej pracy wyżywić, nadziela jednak na tyle skromne gospodarstwa, by mogli żyć w skromnym dostatku i porządku. Wszędzie dąży do porządku i prostoty, zapewniając miastu dobrobyt i spokój.

### Księgi XI i XII
Idomeneus opowiada Mentorowi jak zostało zatrute jego serce. Jego faworyt Protesilas oskarżył dowódcę floty króla, Filoklesa,  o spisek przeciw niemu. Idomeneus wysłał Timokratesa, aby zgładził spiskowca. Ostatecznie jednak Timokrates został pochwycony przez Filoklesa i wyjawił mu podstęp Protesilasa. Filokles pozostawił więc flotę pod dowództwem swego zastępcy, a sam udał się na wygnanie na Samos. Idomeneus, chociaż po czasie zorientował się w machinacjach Protesilasa, nie był w stanie właściwie zareagować. Mentor otwiera mu oczy na niesprawiedliwość jego postępowania i skłania do wysłania Protesilasa i Timokratesa pod władzą Hegezypa na Samos. Hegezypowi udaje się nakłonić, wiodącego skromne życie na wygnaniu, Filoklesa, do powrotu między swoich. Idomeneus przyjmuje go z wszelkimi honorami i wynagradza niesprawiedliwe odosobnienie.
Telemak zbliża się do Filokteta, który początkowo jest mu nieprzychylny ze względu na krzywdy doznane ze strony jego ojca, Odysa. Filoktet opowiada mu o tragicznej śmierci Heraklesa; o fatalnym łuku, który otrzymał od herosa, bez którego nie mogła być zdobyta Troja; o ranie której doznał za zdradę tajemnicy śmierci Heraklesa; o cierpieniach których doznał pozostawiony przez Odysa na Lemnos; o tym jak Odys posłużył się Neoptelemem, by go sprowadzić pod Troję i o uleczeniu rany przez syna Eskulapa.

### Księgi XIII i XIV
Telemak nie potrafi zaprowadzić ładu między zwaśnionymi dowódcami sprzymierzonych. Wódz lacedemończyków z Tarentu, Falant, domaga się prawa do zdobytych, spośród wrogich Dauniów, jeńców. W czasie gdy sprawa jest dyskutowana na zgromadzeniu wodzów, jego brat Hippiasz próbuje uprowadzić ich do Tarentu. Zirytowany Telemak atakuje Hippiasza, zaraz jednak mityguje się. Tymczasem ich wróg Adrast, dowiedziawszy się o niesnaskach, ląduje ze swoją armią i atakuje sprzymierzonych. W ataku przypuszczonym na siły lacedemońskie ginie Hippiasz. Telemakowi udaje się opanować początkowy rozgardiasz w armii, zbiera siły wokół siebie i przechodzi do kontrnatarcia. Odnosi zwycięstwo, które byłoby kompletne, gdyby nie nagła burza, która rozdzieliła walczące armie. Po bitwie Telemak obchodzi pole bitwy i zajmuje się rannymi, wyprawia też pogrzeb bohaterskiemu Hippiaszowi.
Telemak, trapiony snami, że jego ojca nie ma już wśród żywych, udaje się w nocy przez przejście w grocie Acherontia do krainy umarłych. WIta go Charon i przewozi przed oblicze Plutona. Władca podziemi pozwala mu poszukać ojca. Młodzieniec przygląda się w Tartarze mękom niewdzięczników, zdrajców, bezbożnych, hipokrytów i złych władców. Na Polach Elizejskich widzi szczęśliwość sprawiedliwych i dobrych królów. Spotyka tam swego przodka Arcesjusza, który zapewnia go, że jego ojciec zmierza do Itaki i udziela mu dobrych rad na temat rządzenia państwem. po tym spotkaniu Telemak wraca do obozu.

### Księgi XV i XVI
Dochodzi do rozstrzygającej bitwy pomiędzy sprzymierzonymi a, dowodzonymi przez Adrasta, Dauniami. Telemak pokonuje w bezpośrednim starciu Adrasta i darowuje mu, na jego prośbę, życie. Kiedy jednak zdradziecki król atakuje go znienacka, pozbawia go życia. Pokonani Dauniowie proszą o pokój, stawiając tylko jeden warunek, by mogli sobie wybrać króla ze swego ludu. Sprzymierzeni chcą podzielić ziemie Dauniów między siebie, a Telemakowi ofiarować księstwo Arpino. Telemak przekonuje jednak zebranych, by dla zachowania pokoju pozostawili Dauniom ich ziemie, a na ich władcę wybrali dzielnego kapitana z ich ludu, Polydamasa. Księstwo Arpino proponuje powierzyć Etolczykowi Diomedesowi. Wszyscy rozjeżdżają się do swoich domów.

### Księgi XVII i XVIII

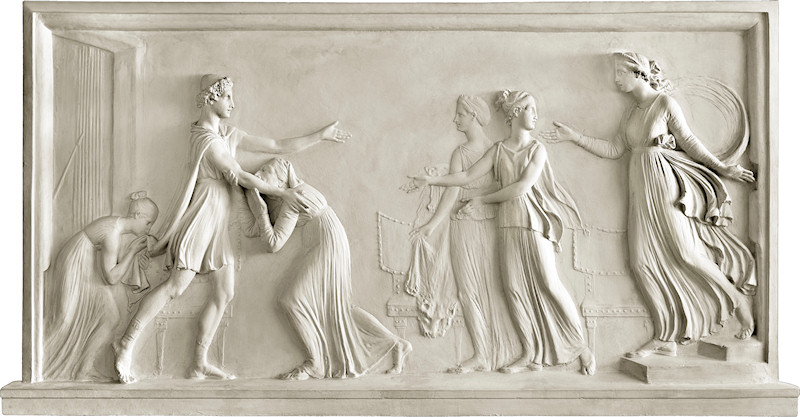
Antonio Canova, Powrót Telemacha

Po powrocie do Salento Telemach podziwia kwitnący stan państwa i dziwi się brakowi monumentalnych budowli, Mentor tłumaczy mu racje, dla których poniechano ich dalszej budowy. Telemak wyznaje swemu preceptorowi, że zakochał się w Antiope, córce Idomeneusa, wychowawca nakłania go, by najpierw udał się na Itakę, ślub z ukochaną na pewno go nie ominie. Idomeneus próbuje powstrzymać odjazd gości, ostatecznie musi jednak ulec.
W drodze powrotnej Mentor rozmawia z Telemakiem o zasadach dobrego rządzenia państwem i dobrego rozeznawania talentów jego obywateli. Okręt dopływa do Itaki. Mentor zaleca Telemakowi, by złożył ofiarę Minewrze. Podczas jej składania daje się mu rozpoznać jako bogini, udziela mu ostatnich rad i znika. Telemak udaje się do zagrody Eumajosa, gdzie oczekuje na niego jego ojciec.

## Wymowa utworu
Powieść, której pełny tytuł brzmi Les Aventures de Télémaque, fils d’Ulysse (Przygody Telemaka, syna Odyseusza), w zamyśle autora zapewne miała być popularnym utworem przygodowym. Przeznaczona była przede wszystkim dla księcia Burgundii, którego wychowawcą był Fénelon. I takim też była, jednak z powodu niektórych jej motywów ściągnęła na autora gniew króla Ludwika XIV. Przyczyną niechęci władcy były uwagi krytyczne autora na temat absolutystycznego stylu rządów burbońskiego monarchy. W związku z tym powieść krążyła wtedy w anonimowych odpisach i fragmentarycznych drukach. Ludwik XIV zakazał oficjalnego druku całości i usunął Fénelona z dworu. Autor wyjechał wtedy do swojej biskupiej siedziby w Cambrai i pozostawał tam aż do śmierci.
Utwór François Fénelona był przekładany zarówno prozą, jak i wierszem. Po angielsku sparafrazował go dystychem bohaterskim, czyli parzyście rymowanym pentametrem jambicznym, Mark Anthony Meilan.

## Polskie wydania utworu
Utwór został wydany w języku polskim pod tytułem Historya Telemaka, syna Ulissesa, krola Itaku w tłumaczeniu Jana Stanisława Jabłonowskiego w Sandomierzu w 1726 roku. Po raz kolejny ukazał się pod tytułem Przypadki Telemaka syna Ulisesa w 1750 w Lipsku, a w 1775 w Warszawie. W 1805 ukazały się w Warszawie Podróże i przypadki Telemaka syna Ulissesowego tłumaczone przez Ignacego Franciszka Stawiarskiego, po raz kolejny wydane w 1819 we Wrocławiu. Wcześniej, w 1811 roku, ukazały się w Krakowie Przypadki Telemaka syna Ulissesa w przekładzie Michała Abraham Trotza. Najwięcej wydań miały Przygody Telemaka syna Ulissesa (w skróceniu) tłumaczone przez J. E., które wyszły w Warszawie kolejno w 1847, 1853 i 1859. W 1847 roku wyszedł też w Warszawie Mały Telemak  w przekładzie Tadeusza Jakuba Wagnera, a w 1861 w Krakowie Tłumaczenie dosłowne Telemaka dokonane przez Mariana Chylińskiego.